# 垂箕山古墳

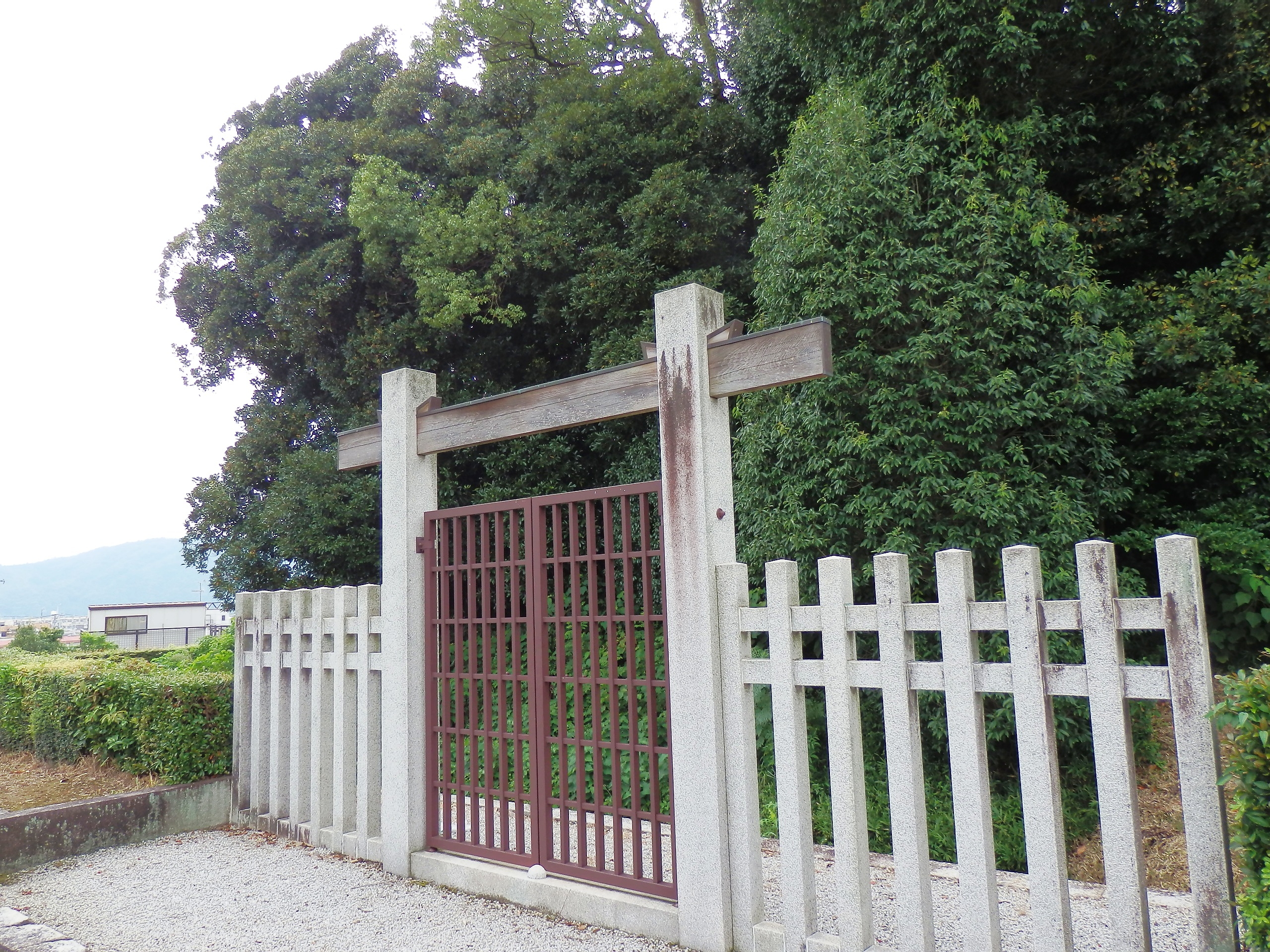
仲野親王高畠墓 拝所

垂箕山古墳（たるみやまこふん、片平大塚古墳）は、京都府京都市右京区太秦垂箕山町にある古墳。形状は前方後円墳。
実際の被葬者は明らかでないが、宮内庁により「高畠墓（たかばたけのはか）」として第50代桓武天皇皇子の仲野親王の墓に治定されている。

## 概要
| 期     | 古墳名                     | 形状       | 規模   | 石室全長 | 築造時期    | 陵墓・史跡     |
| ------ | -------------------------- | ---------- | ------ | -------- | ----------- | -------------- |
|        | 垂箕山古墳                 | 前方後円墳 | 65m    |          | 5c末-6c初頭 | 宮内庁治定墓   |
| 3      | 天塚古墳                   | 前方後円墳 | 73m    | (8.1m)   | 6c前半      | 国の史跡       |
| 3      | 天塚古墳                   | 前方後円墳 | 73m    | (7.7m)   | 6c前半      | 国の史跡       |
| 4 ・ 5 | 清水山古墳                 | 前方後円墳 | 57m    |          | 6c中葉-後半 | （消滅）       |
| 4 ・ 5 | 段ノ山古墳                 | 前方後円墳 |        |          | 6c中葉-後半 | （消滅）       |
| 4 ・ 5 | 双ヶ岡1号墳                | 円墳       | 44m    | 15.8m    | 6世紀後半   | なし           |
| 4 ・ 5 | 衣笠山1号墳                | 円墳       | 26m    | (6.0m)   | 6世紀後半   | なし           |
| 6      | 蛇塚古墳                   | 前方後円墳 | 75m    | 17.8m    | 6c末-7c初頭 | 国の史跡       |
| 6      | 円山古墳 （大覚寺1号墳）   | 円墳       | 50m    | 14.7m    | 6c末-7c初頭 | 陵墓参考地     |
| 6      | 狐塚古墳 （大覚寺4号墳）   | 円墳       | 28m    | (12.8m)  | 6c末-7c初頭 | なし           |
| 6      | 入道塚古墳 （大覚寺2号墳） | 方墳       | 30m    | 11.2m    | 6c末-7c初頭 | 陵墓参考地     |
| 6      | 南天塚古墳 （大覚寺3号墳） | 円墳       | 25-30m | 8.1m     | 6c末-7c初頭 | （埋没）       |
| 6      | 御堂ヶ池1号墳              | 円墳       | 30m    | (8.3m)   | 6c末-7c初頭 | 京都市登録史跡 |
| 7      | 甲塚古墳                   | 円墳       | 38m    | 14.4m    | 7c前半      | なし           |
| 7      | 広沢古墳                   | 円墳       | 30m    | 12.0m    | 7c前半      | なし           |

京都盆地西部、桂川左岸の嵯峨野台地に築造された古墳である。現在までに墳丘を良好に遺存する。現在は宮内庁治定の仲野親王墓として同庁の管理下にあり、これまでに本格的な調査はなされていない。
墳形は前方後円形で、前方部を東方に向ける。墳丘長は約63メートル（または約75メートル）を測る。特に前方部が極端に広がる形状をとる点が指摘される。また墳丘くびれ部の南側にのみ造出を有するほか、墳丘周囲には周濠が巡らされる。埋葬施設は詳らかでないが、明治初期の『御陵墓所在書』には横穴式石室の天井石が描かれることが知られる。
築造時期は、古墳時代後期の6世紀代（6世紀初頭または6世紀中頃）と推定される。被葬者は明らかでないが、前述のように現在は宮内庁により仲野親王（貞観9年（867年）死去）の墓に治定されている。嵯峨野地域では、垂箕山古墳のほかにも蛇塚古墳（墳丘長約75メートル、国の史跡）・天塚古墳（墳丘長約71メートル、国の史跡）・清水山古墳（墳丘長約60メートル、非現存）などの後期古墳の分布が知られ、これらは嵯峨野一帯を開発した渡来系氏族の秦氏一族の墓と推測されており、垂箕山古墳はその中でも古い時期に位置づけられる。

## 遺跡歴
- 1875年（明治8年）、宮内省（現・宮内庁）により仲野親王墓に治定[5]。
- 1989年度（平成元年度）、公共下水道工事に伴う古墳周辺の立会調査（京都市埋蔵文化財研究所、1994年に報告）[6]。

## 墳丘
墳丘の規模は次の通り。
- 墳丘長：約63メートル
- 後円部
  - 直径：約39メートル
  - 高さ：約5メートル
- 前方部
  - 幅：約55メートル
  - 高さ：約5メートル

1989年度（平成元年度）の古墳周辺における立会調査では、後円部先端で溝が検出されており、丘陵から切り離した際の掘り切り跡と推測される。

## 被葬者
垂箕山古墳の実際の被葬者は明らかでないが、宮内庁では第50代桓武天皇皇子の仲野親王の墓に治定している。史書では、仲野親王は貞観9年（867年）に没し、宇多天皇（第59代）の外祖父にあたることから、宇多天皇即位の際には「一品太政大臣」が親王に追贈されたと見える。また『延喜式』諸陵寮では、仲野親王の墓は山城国葛野郡に所在する近墓の「高畠墓」として記載され、墓戸1烟を毎年あてるとする。なお『延喜式』中務省や『拾芥抄』等では「葛野墓」とも見える。
後世には墓の所在に関する所伝は失われたが、1875年（明治8年）に現在の垂箕山古墳が仲野親王墓に治定された。ただし前述のように、垂箕山古墳の築造年代は仲野親王から大きく遡る6世紀中頃と想定され、考古学的には秦氏一族の墓と推測される。一方、この異同については、後世に廃墳状態の垂箕山古墳を利用して仲野親王墓が設置されたと推測する説もある。

## 関連文献
（記事執筆に使用していない関連文献）
- 京都市 編「古墳時代 > 右京区」『史料京都の歴史 第2巻 考古』平凡社、1983年。
- 奥村清一郎「嵯峨野の前方後円墳」『京都考古』第72号、京都考古刊行会、1993年、1-6頁。